# Palacio Delfini

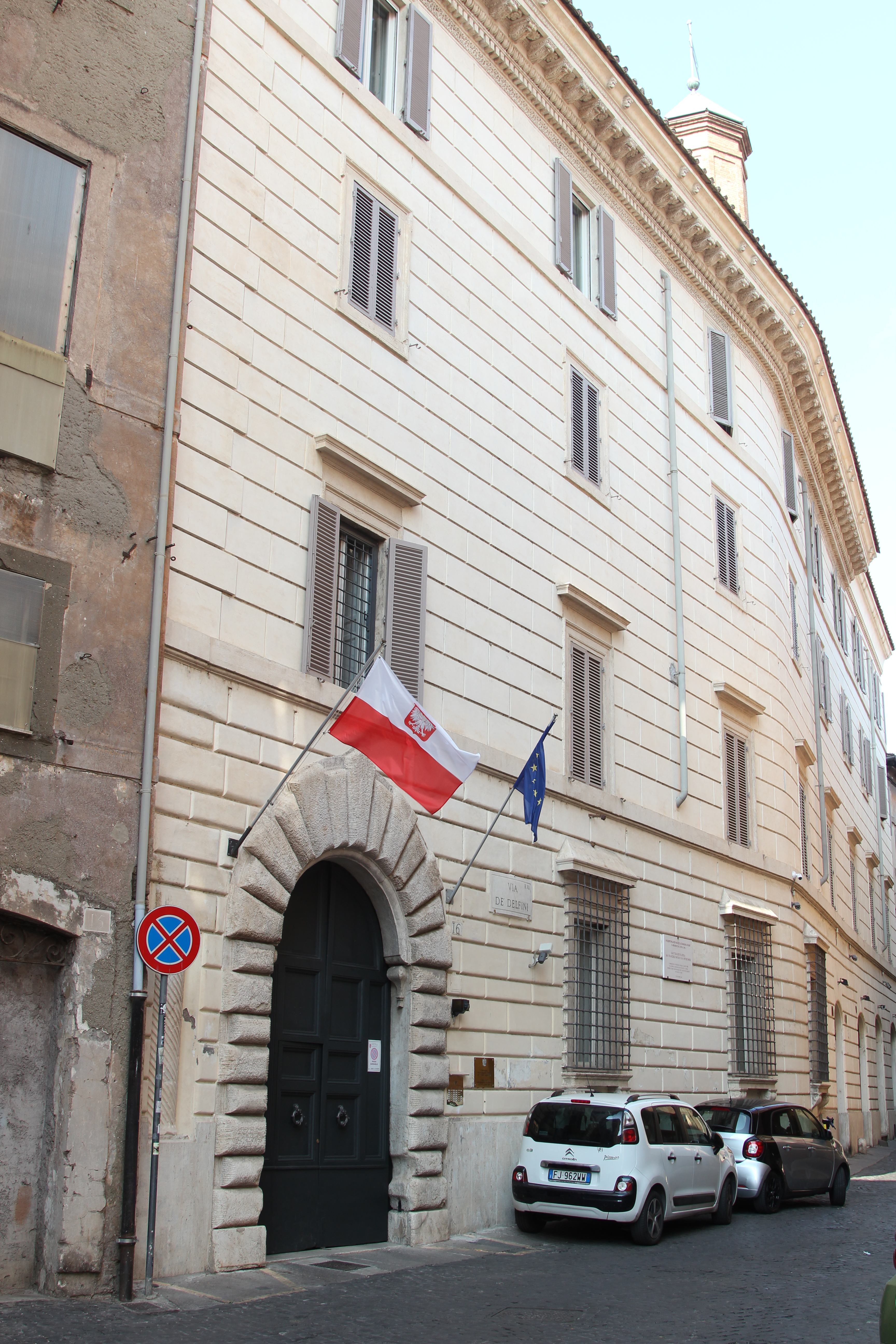
Fachada del palacio a la vía homónima

El palazzo dei Delfini es un palacio manierista situado en el rione XI de la ciudad de Roma.

## Historia
En 1538 la casa pertenecía al noble romano Antonio Frangipane y estaba situada en el rione Pigna. En otoño de ese año este noble ofreció la casa a Ignacio de Loyola y a sus compañeros que formarían en 1540 la Compañía de Jesús. Siguiendo a Pecchiai, Ignacio y sus compañeros llegarían a albergar en el especialmente riguroso invierno de 1538/1539 a unos 3.000 mendigos sucesivamente en la casa. Fue también durante su residencia en el edificio cuando los jesuitas obtuvieron la bula Regimini militantis, por la que el 27 de septiembre de 1540 Paulo III aprobaba la Compañía de Jesús.
San Ignacio y sus compañeros permanecieron en la casa hasta febrero de  1541 en que se trasladaron a una propiedad cercana, vecina a la iglesia de Santa Maria della Strada. Esta propiedad sería el germen de la futura casa profesa.
Antonio Frangipane vendió el palacio a la familia Delfini en 1563, tomando la calle el nombre de esta familia de origen veneciano. A finales de ese siglo, en 1595, el palacio fue ampliado hacia Tor di Mangana.
En 1840 el palacio era propiedad de la familia Altieri, familia principesca romana. En este momento la logia del palacio fue dibujado como parte de la obra de Paul Marie Letarouilly, Édifices de Rome moderne.
El edificio alberga la embajada de Polonia ante la Santa Sede. El 27 de septiembre de 2004 en su fachada esta embajada puso una placa de piedra recordando la estancia de Ignacio de Loyola, Francisco Javier y Pedro Fabro en el edificio, con motivo del cuarto centenario de la llegada de los jesuitas a Polonia.

## Descripción
El edificio cuenta con una portada de estilo manierista compuesta de piedras almohadilladas.

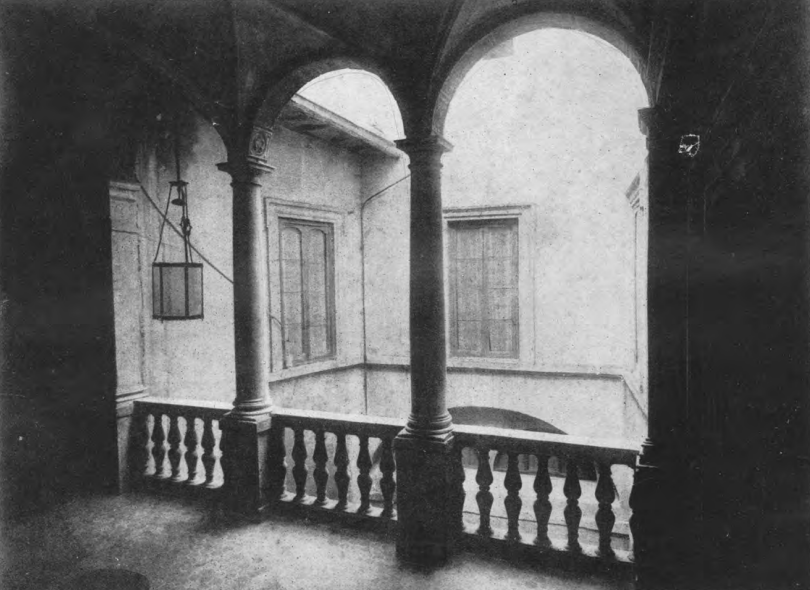
Logia del palacio, en los años 1920

En el primer piso de su patio principal el palacio cuenta con una logia de estilo manierista, con tres arcos y balaustrada al patio. Las bóvedas de la logia se encuentran ricamente decoradas con grutescos, según Letarouilly en el estilo de Giovanni da Udine, alumno de Rafael y su ayudante en la ejecución de la decoración de las logias del Palacio Apostólico Vaticano.